# Tha Muthaphukkin’ Real
Tha Muthaphukkin’ Real – utwór amerykańskiego rapera Eazy’ego-E z gościnnym udziałem MC Rena wydany 24 listopada 1995 roku nakładem wytwórni Ruthless Records. Jest to ostatni utwór Eazy’ego nagrany przed śmiercią.
Piosenka została wyprodukowana przez DJ Yella i znalazła się na albumie Str8 Off tha Streetz of Muthaphukkin Compton.

## Tekst
Utwór opowiada o śmierci Eazy’ego. Raper wiedział, że jest chory na AIDS. Świadczą o tym słowa skierowane do MC Rena.
| Tekst oryginalny So when I die niggaz bury me Make sure my shit reads Eazy-Muthaphukkin-E And it's a fact to be exact my tombstone should read: He Put Compton On That Map         |
| Tekst po polsku Więc, gdy umrę, czarnuchy pochowają mnie Upewnij się, że napiszą "Eazy-Muthaphukkin-E" I to fakt, a mój nagrobek będzie następujący "On umieścił Compton na mapie" |